# Georg Ratzinger (Politiker)

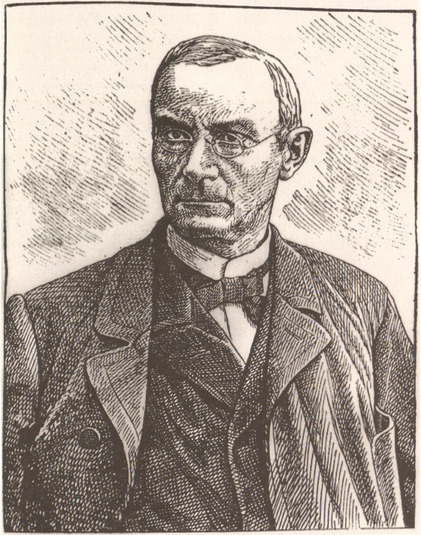
Georg Ratzinger, zeitgenössischer Stich

Georg Ratzinger (* 3. April 1844 in Rickering bei Deggendorf; † 3. Dezember 1899 in München) war ein deutscher römisch-katholischer Geistlicher, Sozialreformer, Publizist und Politiker der Bayerischen Patriotenpartei bzw. des Bayerischen Bauernbundes.

## Ausbildung
Ratzinger besuchte von 1855 bis 1863 das Gymnasium in Passau (das heutige Gymnasium Leopoldinum), studierte in München von 1863 bis 1867 katholische Theologie und wurde 1867 zum Priester geweiht. 1868 erlangte er in München den Doktortitel der Theologie mit einer Arbeit über die „Geschichte der kirchlichen Armenpflege“, die als Bearbeitung einer Preisfrage ausgezeichnet wurde.

## Politiker und Publizist
Der Sozialkritiker Georg Ratzinger war – nach einer kurzen Tätigkeit für seinen akademischen Lehrer Ignaz von Döllinger – neben seiner seelsorgerlichen Tätigkeit als Pfarrgeistlicher auch als Publizist und Politiker tätig. So war er von 1869 bis 1870 Kooperator in Berchtesgaden, von 1870 bis 1871 in Würzburg Redakteur des Fränkischen Volksblatts, dann wieder von 1872 bis 1874 Kaplan in Landshut, anschließend bis 1876 in München Redakteur des Volksfreunds, 1883 bis 1884 Hofkaplan des Herzogs Carl Theodor in Tegernsee, von 1884 bis 1888 Geistlicher in Günzelhofen, dann in Helfenberg bei Mühldorf. Er wandte sich immer mehr seiner Tätigkeit als publizierender Wissenschaftler zu, nach Aufgabe des Pfarrdienstes auch kurze Zeit in Wien, dann in München.
Für die Bayerische Patriotenpartei war er von 1875 bis 1877 Mitglied der Kammer der Abgeordneten des Bayerischen Landtages für den Wahlkreis Tölz, 1877 bis 1878 Mitglied des Reichstages für den Wahlkreis Rosenheim. 1893 und 1899 wurde er für den Wahlkreis Regen zum Mitglied der Kammer der Abgeordneten des Bayerischen Landtags gewählt, zunächst als unabhängiger Abgeordneter, dann als Mitglied des Bayerischen Bauernbundes, ab 1894 wieder als unabhängiger Abgeordneter. Als solcher war er auch von 1898 bis zu seinem Tod wieder Mitglied des Reichstages für den Wahlkreis Deggendorf.
Er selbst bezeichnete sich als „Reichsfeind“ und „klerikal-sozial“. Das militaristische Großmachtstreben Preußens lehnte er ab. Er war der Auffassung, dass Militarismus hauptsächlich auf den Schultern der steuerzahlenden Arbeiter und Bauern lastete und dem Monopolstreben des Großkapitals diene. Vorausschauend erkannte er bereits 1895, dass die militaristischen Tendenzen in einen Weltkrieg münden werden. Eine Abwendung dieses Schicksals erwartete er sich nur aus der Umgestaltung des Staates nach den Prinzipien der katholischen Soziallehre.

## Schriften
Eine seiner wichtigsten Schriften war die Studie Die Volkswirthschaft in ihren sittlichen Grundlagen. Ethisch-sociale Studien über Cultur und Civilisation. Um die Gewinne des Zwischenhandels zu vermeiden, setzte er sich für die „Teilhaberschaft“ von „Arbeit und Kapital“ ein und forderte dafür genossenschaftliche Organisationen in Handwerk und Landwirtschaft.
Georg Ratzinger werden aber auch die beiden nachfolgend genannten pseudonym veröffentlichten antisemitischen Schriften zugeschrieben. Zwar kann Ratzingers Identität mit deren beiden Verfasserpseudonymen nicht anhand schriftlicher Zeugnisse belegt werden, jedoch gilt sie in der Forschung auf Grund von Indizien als gesichert und wird nicht in Frage gestellt. Unter dem Pseudonym „Dr. Robert Waldhausen“ erschien 1892 das Buch Jüdisches Erwerbsleben. Skizzen aus dem sozialen Leben der Gegenwart, in dessen Einleitung es unter anderem heißt: „Die Emanzipation der Juden […] konnte nicht anders, als zerstörend und zersetzend auf die ganze christliche Gesellschaft wirken.“ Und 1897 wurde unter dem Pseudonym „Dr. Gottfried Wolf“ ein antisemitisches Pamphlet mit dem Titel Das Judentum in Bayern. Skizzen aus der Vergangenheit und Vorschläge für die Zukunft publiziert. Darin bezeichnet er das Judentum als „Element der inneren Zersetzung der christlichen Gesellschaft“. Auch in anderen, nicht pseudonym veröffentlichten Schriften Ratzingers, z. B. in Die Volkswirthschaft in ihren sittlichen Grundlagen, und in seinen Parlamentsreden lassen sich antisemitische Äußerungen und Tendenzen finden.

## Tod
Ratzinger verstarb am 3. Dezember 1899 im Münchner Krankenhaus rechts der Isar nach wiederholten Operationen an einem Magenleiden.
Er wurde 55 Jahre alt.

## Familie
Georg Ratzinger war ein Großonkel von Papst Benedikt XVI. und dessen älterem Bruder, dem katholischen Priester und Kirchenmusiker Georg Ratzinger.